# Sonsón (mural)
Sonsón es un mural diseñado por Pablo Jaramillo para la Casa consistorial de dicho municipio. Está compuesto de placas de cerámica con 3 motivos distintos, moduladas en 5 tramos.

## Historia
En 1972, el ceramista y académico Pablo Jaramillo, decidió obsequiar a su ciudad natal con un trabajo suyo que adornara algún espacio de la población. En aquella época la Casa consistorial se encontraba en proceso de decoración y ornato, tras ser reconstruida a raíz de un incendio ocurrido en 1957. Considerando que él mismo estaba involucrado en la decoración del edificio, decidió que el sitio apropiado para su intervención era en el patio de dicha edificación, puesto que estaba orillado a un medianero y eventualmente tendría que ser cerrado por un muro.

### Diseño del mural
Una vez seleccionado el espacio, Jaramillo investigó acerca de la simbología a emplear en su obra y que mejor representara a la ciudad. Fue así que ahondando en el origen más probable del nombre de Sonsón, que según la tradición es la evolución del vocablo indígena "sunsú" (utilizado para nombrar a la caña brava), seleccionó este tema y elaboró una placa modular de dicha planta con sus hojas, que constituye las dos franjas de mayor tamaño de la composición. Como base de las gramíneas aparece la rana, símbolo indígena de la fertilidad y del agua, condiciones vinculadas estrechamente a la caña brava; y a manera de remate, la espiga del maíz, fruto íntimamente ligado a la población y símbolo de la esperanza en la cosecha futura.

### Fabricación y montaje
El mural consta en total de 740 placas, de las cuales 230 son cuadradas (35 x 35 cm.) y 510 rectangulares (50 x 35 cm.). Fueron producidas en los talleres de Locería Colombiana (Corona), bajo la dirección del ingeniero Alonso Muñoz Castaño.
Dado el considerable peso de la obra (22 toneladas sumando el mortero), el muro fue diseñado como una estructura independiente del resto de la edificación, calculado por los ingenieros Julio López de Mesa y José Martínez Jaramillo.
El transporte de la obra se realizó desde Medellín hacia Sonsón en un transcurso de 8 meses, en un total de 60 viajes.

### Inauguración
El 30 de marzo de 1975, a las 11 de la mañana, se llevó a cabo la inauguración del mural en presencia de numerosas personalidades del municipio. Por su valioso aporte a la ciudad, le fueron concedidas en dicho acto a Pablo Jaramillo la membresía de número del Centro de Historia y la "Mazorca de Oro" de la Sociedad de Mejoras Públicas de la localidad. Algunas semanas después, Corona publicó un folleto conmemorativo del mural con información detallada sobre su realización.